# Geophis russatus
Geophis russatus este o specie de șerpi din genul Geophis, familia Colubridae, descrisă de Worthington George Smith și Williams 1966. Conform Catalogue of Life specia Geophis russatus nu are subspecii cunoscute.